# Leukotrien-C4 sintaza
Leukotrien-C4 sintaza (EC 4.4.1.20, leukotrien C4 sintetaza, LTC4 sintaza, LTC4 sintetaza, leukotrien A4:glutation S-leukotrieniltransferaza, (7E,9E,11Z,14Z)-(5S,6R)-5,6-epoksiikosa-7,9,11,14-tetraenoat:glutation  leukotrien-transferaza (otvaranje epoksidnog prstena), (7E,9E,11Z,14Z)-(5S,6R)-6-(glutation-S-il)-5-hidroksiikosa-7,9,11,14-tetraenoat glutation-lijaza (formira epoksid)) je enzim sa sistematskim imenom leukotrien-C4 glutation-lijaza (formira leukotrien-A4). Ovaj enzim katalizuje sledeću hemijsku reakciju
leukotrien C4 {\displaystyle \rightleftharpoons } leukotrien A4 + glutation
Ovaj reakcija se odvija u smeru adicije.

## Literatura
- Nicholas C. Price; Lewis Stevens (1999). Fundamentals of Enzymology: The Cell and Molecular Biology of Catalytic Proteins (Third изд.). USA: Oxford University Press. ISBN 019850229X.
- Eric J. Toone (2006). Advances in Enzymology and Related Areas of Molecular Biology, Protein Evolution (Volume 75 изд.). Wiley-Interscience. ISBN 0471205036.
- Branden C; Tooze J. Introduction to Protein Structure. New York, NY: Garland Publishing. ISBN 0-8153-2305-0.
- Irwin H. Segel. Enzyme Kinetics: Behavior and Analysis of Rapid Equilibrium and Steady-State Enzyme Systems (Book 44 изд.). Wiley Classics Library. ISBN 0471303097.
- William P. Jencks (1987). Catalysis in Chemistry and Enzymology. Dover Publications. ISBN 0486654605.

## Spoljašnje veze
- Leukotriene-C4+synthase на 